# Jasán
Jasán (en ruso: Хасан) es un asentamiento de tipo urbano en el raión de Jasán del krai de Primorie. Es la localidad situada más al sur del Extremo Oriente de Rusia. Jasán obtuvo el estatus de asentamiento de tipo urbano en 1983. Jasán es la única localidad rusa situada en la frontera con Corea del Norte.

## Véase también

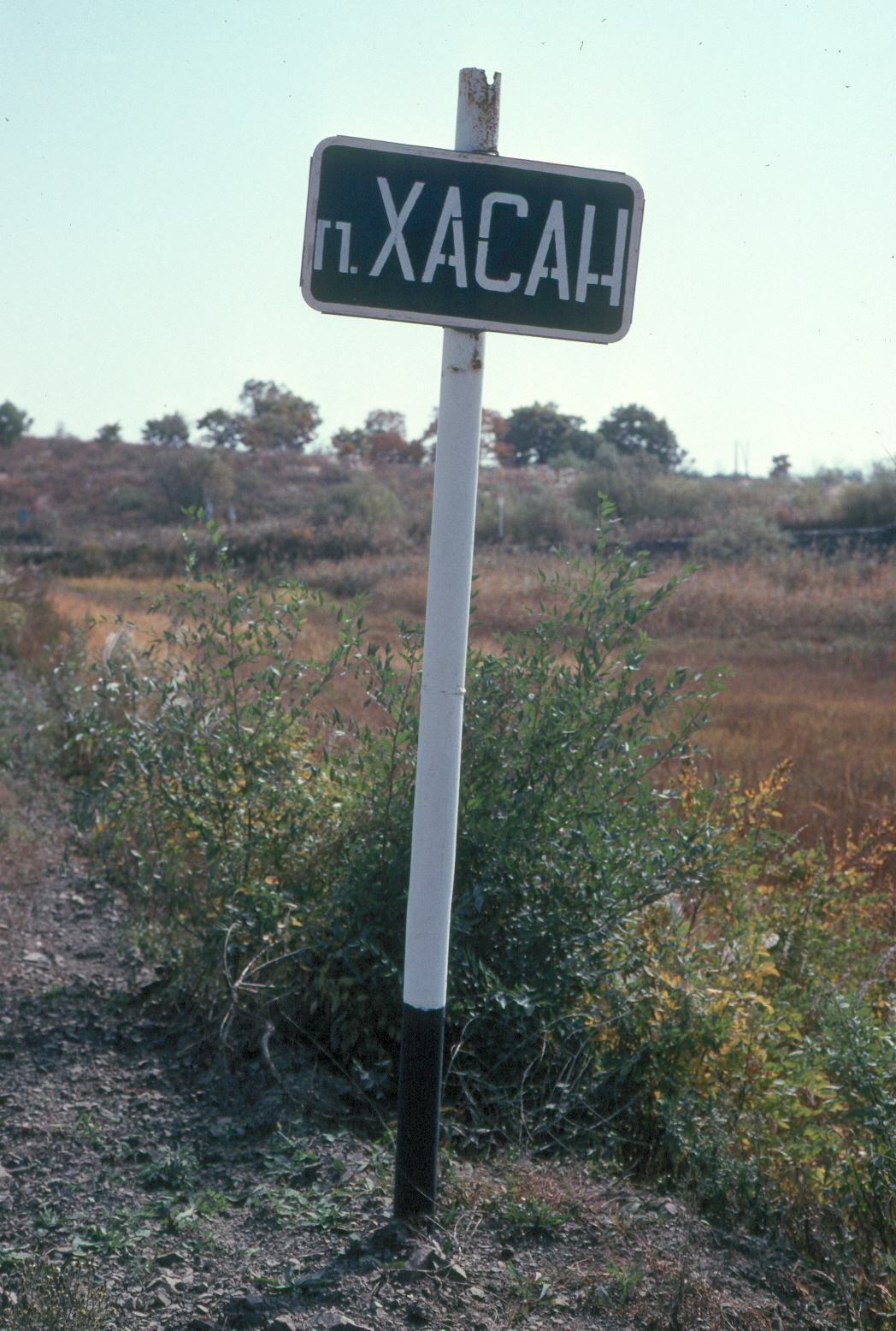
Entrada a Jasán